# 12353 Màrquez
A 12353 Màrquez (ideiglenes jelöléssel (12353) 1993 OR9) a Naprendszer kisbolygóövében található aszteroida. Eric Walter Elst fedezte fel 1993. július 20-án.

## Kapcsolódó szócikk
- Kisbolygók listája (12001–12500)